# Броненосцы типа «Кирсадж»
Броненосцы типа «Кирсардж» (англ.  Kearsarge-class battleships) — серия из двух эскадренных броненосцев, построенных для ВМФ США в последние годы XIX века. Спроектированы как «эскадренные броненосцы береговой обороны», и отличались недостаточной мореходностью. Были одними из двух классов броненосцев, когда-либо построенных, вооруженных двухъярусными башнями главного калибра. Принимали участие в кругосветном плавании «Великого белого флота» в 1907—1909 годах. В 1920-х списаны: «Кирсардж» до 1956 служил в качестве плавучего крана.

## История
В 1890-х, главной проблемой американских инженеров было почти полное отсутствие опыта конструирования и эксплуатации крупных военных кораблей. Пытаясь решить эту проблему, военно-морской флот США действовал аналогично французскому, закладывая одну за другой небольшие серии существенно различающихся броненосцев, в надежде опытным путём найти оптимальное сочетание характеристик. Проблема состояла в том, что новые броненосцы закладывались раньше, чем предшествующая серия успевала вступить в строй, и таким образом опыт её эксплуатации не мог быть применен в уже заложенных новых броненосцах.
В июне 1896, Конгресс США одобрил закладку следующей серии из двух броненосцев. Поскольку первый американский океанский броненосец «Айова» ещё не успел вступить в строй, было решено, что новые корабли будут основаны на той же концепции, что и броненосцы серии «Индиана» — эскадренные броненосцы береговой обороны. Новые корабли должны были быть низкобортными, с ограниченной мореходностью и невысокой скоростью. Правда, изучив негативный опыт эксплуатации «Индиан», флот добился увеличения водоизмещения до 11000 тонн.

## Конструкция
Подобно «Индианам», броненосцы типа «Кирсадж» имели низкий надводный борт и гладкую палубу без полубака. В центре корпуса располагалась прямоугольная надстройка, вмещавшая батарею скорострельной артиллерии. Над корпусом корабля возвышались две боевые мачты и две очень высокие, тонкие трубы. Полное водоизмещение составляло порядка 11540 тонн.

### Вооружение

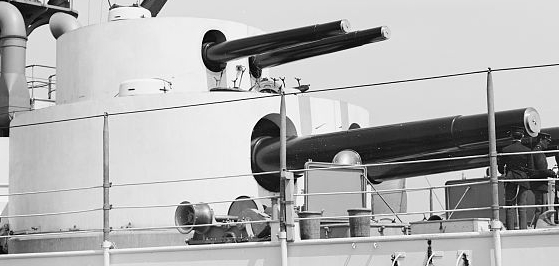
Двухъярусная башня главного калибра

Главной особенностью конструкции «Кирсаждей» была компоновка башен главного калибра. В 1890-х, во всех флотах мира огромное внимание уделялось скорострельной артиллерии среднего — 120—150 миллиметров — калибра. Американцы приняли это нововведение несколько запоздало (ни один из предшествующих классов американских броненосцев не нес полноценной скорострельной батареи), но в 1895 году американцам удалось создать вполне современную 127-миллиметровую 40-калиберную пушку, отличавшуюся высокими баллистическими характеристиками. Встал вопрос об установке этого нового оружия на проектируемые корабли.
Проблема была в том, что из-за низкого надводного борта броненосцев, разместить на разных палубах скорострельную 127-миллиметровую батарею и промежуточную 203-миллиметровую батарею никак не удавалось. В результате, 127-мм и 203-мм орудия взаимно перекрывали друг другу сектора огня и мешали друг другу.. Отказываться от 203-миллиметровых «промежуточных» орудий американцам не хотелось. И в результате было найдено оригинальное и перспективное (как казалось во время проектирования) решение.
Башни главного калибра «Кирсаджей» были двухъярусными. На стандартную башню главного калибра с 330-миллиметровыми орудиями. была сверху установлена меньшая башня с 203-миллиметровыми «промежуточными» орудиями. Обе башни были соединены жестко и вращались совместно на едином основании.
Теоретическими преимуществами подобной компоновки были отличные сектора обстрела для обеих ярусов орудий и отсутствие проблем с давлением пороховых газов возвышенной башни на крышу нижней (так как дульные срезы 203-миллиметровых орудий выходили далеко вперед за границу крыши нижней башни). Это была теория. Практически же обнаруженными недостатками были: крайняя массивность и тяжесть конструкции, её склонность к поломкам, неминуемый выход из строя четырёх орудий в случае серьёзного повреждения. Элеваторы подачи боеприпасов верхнего яруса занимали много места внутри нижней башни. Наконец, сотрясение от выстрелов более скорострельных 203-миллиметровых орудий верхней башни мешало работать расчетам нижней башни, в результате чего на практике приходилось замедлять темп стрельбы 203-миллиметровых орудий до медленного темпа стрельбы 330-миллиметровых — из-за чего де-факто нивелировался главный стимул к обзаведению промежуточным калибром, его скорострельность. Да и сами 330-миллиметровые орудия по-прежнему оставались неудачными, медленно стреляющими монстрами, уступающими даже меньшим 305-миллиметровым аналогам.
В довершение всех проблем, 330-миллиметровые орудия нижнего яруса проектировало Бюро Боеприпасов, а сами башни — Бюро Проектирования и Ремонта. В результате выяснилось, что цапфы 330-миллиметровых орудий находятся слишком глубоко внутри башен, и чтобы обеспечить приемлемые углы вертикального нацеливания пришлось значительно увеличить размеры амбразур. Адмирал Уильям Симс опасался, что в эту амбразуру может запросто влететь мелкокалиберный снаряд, и в таком случае весьма вероятной становилась детонация боеприпаса и выход всей установки из строя. К тому же башни опять не были сбалансированы.
Частично недостатки основного и вспомогательного калибра компенсировала мощная скорострельная батарея. Броненосцы несли четырнадцать 127-миллиметровых 40-калиберных пушек, имевших скорострельность порядка 10 выстрелов в минуту и находившихся вполне на уровне лучших мировых систем. Но американцы расположили все скорострельные орудия в единой бронированной батарее, не разделенной на отдельные казематы: в результате, любой снаряд, пробивший броню, мог вывести из строя все скорострельные орудия разом.
Противоминное вооружение состояло из 20 6-фунтовых орудий Гочкисса, 8 1-фунтовых орудий Дриггса-Шредера и четырёх 7,62-мм пулеметов Максима. Корабли также несли четыре 457-мм надводных торпедных аппарата.

### Броневая защита

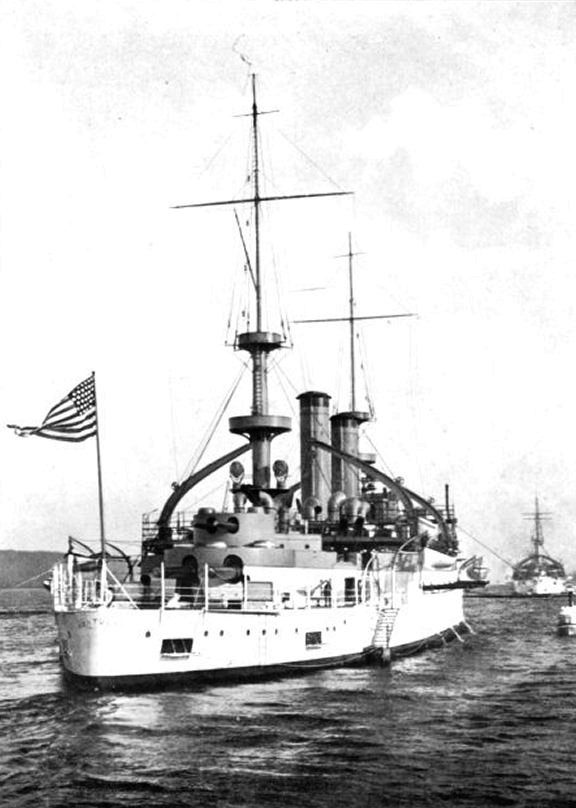
«Кентукки» во время циркумнавигации

Броненосцы «Кирсейдж» имели мощный броневой пояс по ватерлинии, достигавший максимальной толщины в 419 миллиметров в цитадели между башнями главного калибра . Он был изготовлен из Гарвеированной стали, и защищал всю длину борта: но в оконечностях его толщина уменьшалась до 120 миллиметров. В носовой части пояс сохранял максимальную высоту. В кормовой оконечности, за кормовой башней, пояс повторял конфигурацию броневой палубы.
Над главным поясом проходил верхний, защищавший надводный борт в цитадели от верхней кромки главного пояса и до основания батареи вспомогательной артиллерии. Его толщина не превышала 127 миллиметров. Горизонтальную броню представляла выпуклая броневая палуба на уровне верхней кромки главного пояса, в оконечностях уходящая под воду. Её толщина составляла 50 миллиметров.
Артиллерия главного калибра (нижний ярус) защищалась мощной 432-миллиметровой броней. Верхний ярус, с башнями промежуточного калибра, прикрывала 234-мм броня. Батарею скорострельной артиллерии защищала 127-мм броня.

### Силовая установка
Корабль приводился в действие двумя паровыми машинами общей мощностью 10000 л. с. Максимальная скорость составила по проекту 16 узлов, но на испытаниях корабли превзошли проектную скорость — «Кирсейдж» 16,816 узлов, «Кентукки» — 16,897 узлов.

## Оценка проекта
Эскадренные броненосцы типа «Кирсадж» были явным шагом назад от проекта океанского броненосца «Айова» к устаревшей доктрине «эскадренного броненосца береговой обороны», воплощенной в броненосцах типа «Индиана». Они имели плохую мореходность и невысокие ходовые качества.
Главным недостатком кораблей опять было вооружение. 330-миллиметровые орудия сами по себе были неудачными, безнадежно устаревшими образцами, соответствующими характеристикам орудий начала 1880-х, но никак не конца 19 века. Более того, американцы сумели усугубить недостатки артиллерии главного калибра, «спарив» её с артиллерией промежуточного калибра в двухъярусных башнях. Получившаяся гибридная конструкция оказалась тяжелой, ненадежной, и самое главное — де-факто свела все преимущества 203-миллиметровой артиллерии на нет из-за необходимости замедлять темп стрельбы верхней башни до темпа стрельбы нижней, чтобы не мешать работе расчетов и без того ненадежного нижнего яруса.
Преимуществами этих кораблей была очень мощная и хорошо продуманная броневая защита и мощная скорострельная артиллерия. Но и здесь американцы допустили ошибку, поместив 127-миллиметровые 40-калиберные скорострельные орудия в общую батарею вместо индивидуальных казематов. В результате, любой снаряд, пробивший броню батареи, мог вывести из строя сразу все орудия.
В целом, эти корабли оказались немногим более удачными, чем «Индианы». Они также были последними американскими эскадренными броненосцами, имевшими низкий надводный борт.

## Служба
Всего было построено два корабля этого класса. Оба поступили на вооружение в 1900 году и приняли участие в Великом белом флоте. В период с 1909 по 1911 год были проведены работы по модернизации, в результате которых изменилось бортовое вооружение. Эти два корабля также служили во время Первой мировой войны и были выведены из эксплуатации в 1920 году в соответствии с Вашингтонским военно-морским договором. «Кирсардж» был переоборудован в кран, и в этой роли он продолжал служить в ВМС США до 1955 года, а «Кентукки» был продан на слом в 1924 году.